# Ouadda
Ouadda ist eine Stadt im Osten der Zentralafrikanischen Republik, in der Präfektur Haute-Kotto.

## Lage
Ouadda liegt am Fluss Pipi. Nordwestlich der Stadt liegt der Nationalpark Manovo-Gounda Saint Floris.

## Flughafen
In Ouadda befindet sich der Flugplatz Ouadda mit dem IATA-Flughafencode ODA.

## Klima
Die durchschnittliche Jahrestemperatur in Ouadda beträgt 24,5 Grad Celsius, wobei der April der wärmste Monat mit einer Durchschnittstemperatur von 27,1 °C und der Dezember der kälteste Monat mit einer Durchschnittstemperatur von 22,6 °C ist. In Ouadda gibt es im Jahr im Schnitt 1239,5 mm Niederschlag, dabei ist der August am niederschlagsreichsten und der Dezember am niederschlagsärmsten. Nach der Köppen-Geiger-Klimaklassifikation herrscht in Ouadda Tropisches Savannenklima (Aw).